# Jangseungpo-dong
Jangseungpo-dong (koreanska: 장승포동) är en stadsdel i staden Geoje i provinsen Södra Gyeongsang, i den södra delen av Sydkorea, 300 km sydost om huvudstaden Seoul. Jangseungpo-dong ligger på östra delen av ön Geojedo. Den 1 maj 2016 inkorporerades den tidigare stadsdelen Majeon-dong i Jangseungpo-dong.